# Misao Tamai
Misao Tamai (16. december 1903 - 23. december 1978) var en japansk fodboldspiller.

## Japans fodboldlandshold
| Japans landshold | Japans landshold | Japans landshold |
| År               | Kmp              | Mål              |
| ---------------- | ---------------- | ---------------- |
| 1927             | 2                | 1                |
| Total            | 2                | 1                |